# Supra (tradizione)

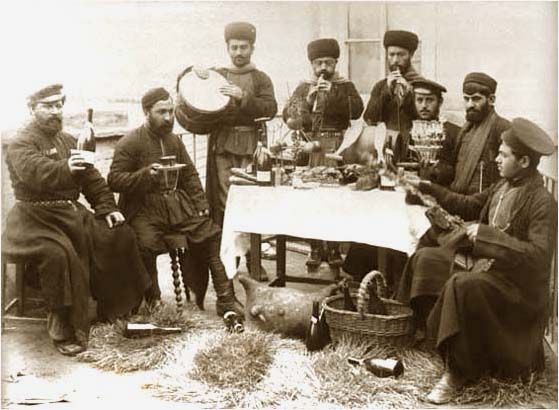
Una supra tra karachogheli (artigiani), foto di Aleksandr Karlovič Ėngel'

La supra  (in georgiano: სუფრა [sʊpʰra]) è il tradizionale banchetto della Georgia che consiste in una maratona di cibo e alcol, dove gli uomini possono arrivare a bere anche fino a 4 litri di vino. Il termine significa letteralmente "tovaglia" e deriva dalle parola araba sufratun. Questa tradizione è motivo di orgoglio identitario per i georgiani ed è considerata una forma di onore per il padrone di casa.

## Descrizione

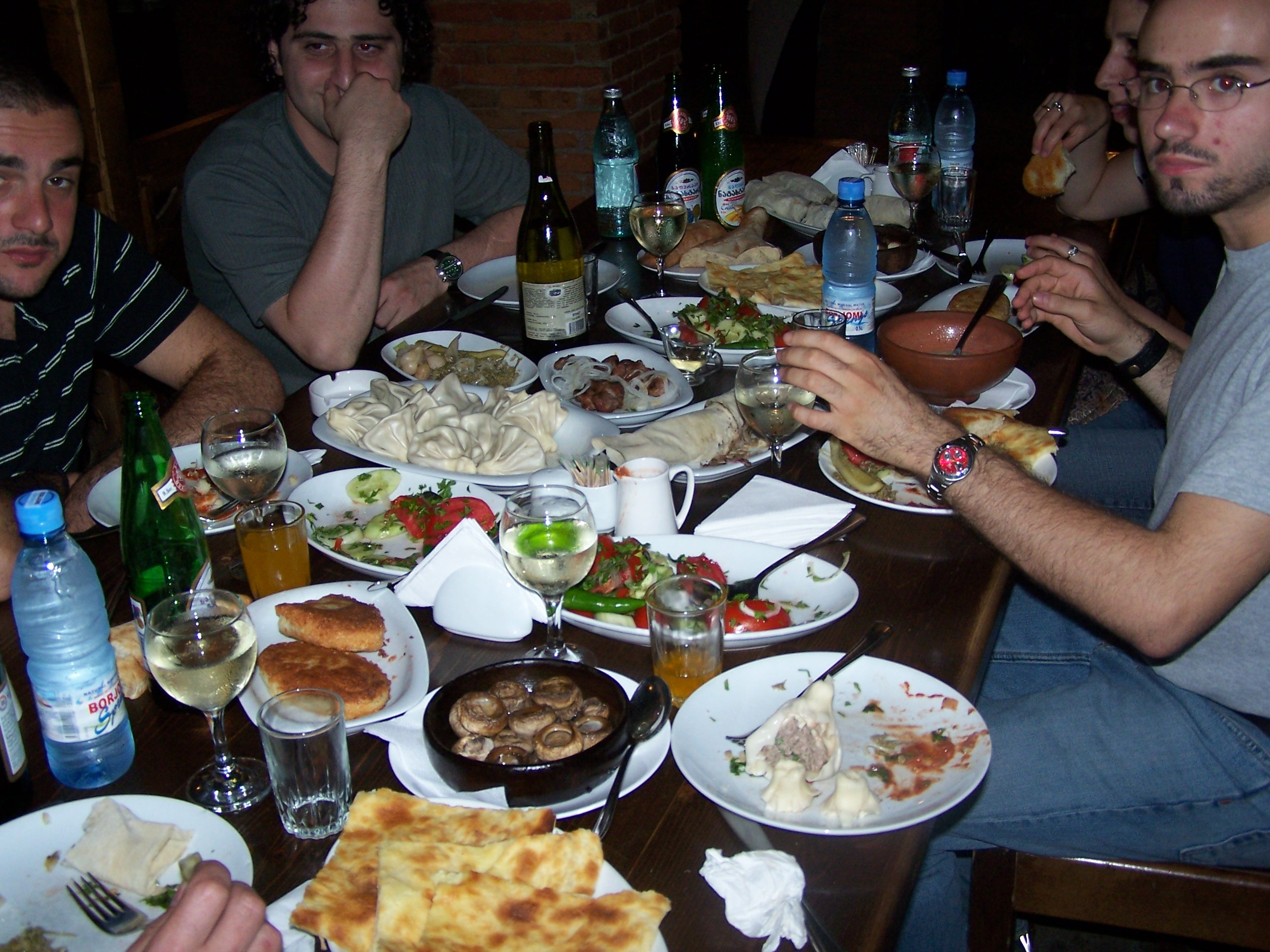
Una supra in tempi moderni

La supra si basa sul rispetto di determinati riti e regole piuttosto ferree. Il ruolo chiave per una buona riuscita del banchetto è svolto dal tamada, un uomo scelto dalla compagnia appositamente per amministrare il banchetto. Egli si occupa dell'intrattenimento e dei brindisi a tavola. Al momento di questi ultimi vanno bevuti dei bicchieri di vino senza sorseggiare, e non è consentito bere fuori dall'ordine prestabilito. Un'altra figura centrale è il merikipe, che si assicura che tutti i bicchieri dei commensali siano sempre pieni.
I vari brindisi che si susseguono sono dettati da un ordine ben preciso. Per tradizione si inizia innalzando i bicchieri come simbolo di presa di coscienza della presenza di Dio. Successivamente si brinda al tamada, quindi è il turno del padrone di casa (solitamente la donna che è addetta alla preparazione dei pasti), poi si passa ai bambini e al resto dei presenti, e infine si conclude in memoria degli ospiti assenti. Il tamada può concedere la parola agli altri commensali pronunciando l'espressione alaverdi. Ogni brindisi (sadghegrdzelo) consiste in un discorso di 10 o 15 minuti durante il quale non è permesso toccare i bicchieri di vino. Una volta conclusosi il discorso, i commensali pronunciano la parola gaumarjos ("vittoria") e bevono il loro bicchiere.
I georgiani non brindano mai con altre bevande che non siano il vino. Tuttavia, un'eccezione la si attesta nella regione del Khevsureti, dove si brinda con la birra al posto del vino. Un'altra occasione che vede l'impiego della birra è quando si brinda "alla polizia e al presidente". La supra si conclude con la parola qoveltatsminda, che sancisce il momento dei ringraziamenti.
Per sopportare l'alcol quanto più possibile, i georgiani non bevono mai a stomaco vuoto. Durante una supra il cibo viene costantemente servito, e prima dell'inizio del banchetto è consuetudine mangiare uno snack. Nelle occasioni formali questi banchetti vengono accompagnati da musica e danze con chitarra. In passato venivano ingaggiati dei musicisti in abiti tradizionali che suonavano la zurna, la daira, il tari e il sazi.